# West Toodyay
West Toodyay är en ort i Australien. Den ligger i kommunen Toodyay och delstaten Western Australia, omkring 70 kilometer nordost om delstatshuvudstaden Perth. Antalet invånare var 465 vid folkräkningen 2016.
Runt West Toodyay är det mycket glesbefolkat, med 2 invånare per kvadratkilometer.. Närmaste större samhälle är Toodyay, nära West Toodyay.